# 親衛隊第3師
親衛隊第3師「骷髏」（德語：3. SS-Division “Totenkopf”），又稱第3骷髏裝甲師，是納粹德國武裝親衛隊的一個裝甲師，曾參與過多次戰役，特別是東線戰場，主要由集中營的管理人員——骷髏總隊所組成，又被稱作「骷髏師」。「骷髏師」因其殘暴而臭名昭著，並犯下了許多戰爭罪行，包括查斯萊大屠殺、在波蘭殺害大量知識分子和在拉帕拉迪斯處決多名盟軍戰俘等等，戰後該師成員亦有多人被起訴。

## 名稱
「骷髏」在德國軍隊中本意並非屠殺，而代表著「捨生忘死」。Totenkopf在德語中直接意為死者（toten）的頭（kopf），使用其軍事標誌始於腓特烈大帝時期，腓特烈大帝在普魯士軍隊中組建了一個驃騎兵團，由馮·魯施上校指揮，即第1號驃騎兵團，它採用黑色制服，軍帽正面印有“Totenkopf” 字樣，並在奧地利王位繼承戰爭和七年戰爭中穿著它出現在戰場上。
在拿破崙戰爭期間，骷髏曾作為德意志民族反抗外敵的象徵。1809年第五次反法同盟戰爭期間，不倫瑞克-沃爾芬比特爾公爵腓特烈·威廉召集了一支志願軍，與佔領了公爵領地的拿破崙·波拿巴作戰。 不倫瑞克軍團穿著黑色制服，因此獲得了“黑色不倫瑞克軍團”的綽號。 部隊中的驃騎兵騎兵和步兵都佩戴骷髏徽章，為了悼念公爵的父親、不倫瑞克-沃爾芬比特爾公爵查爾斯·威廉·費迪南，他在1806年耶拿-奧爾施泰特戰役中陣亡，同時作為對法國人復仇的標誌。不倫瑞克軍團最終於1866年併入普魯士陸軍。
在納粹黨成立初期，本部警衛隊（Stabswache，阿道夫·希特勒的保鑣部隊）領導人尤利烏斯·施雷克重新使用骷髏頭作為該部隊的徽章。 這支部隊後來發展成為黨衛軍（SS），根據黨衛軍領袖海因里希·希姆萊的說法，骷髏頭具有以下含義：
|  | 骷髏頭提醒你，你將始終願意為了集體的利益而將自己生命置於危險之中。 |

由於武裝親衛隊及納粹政權在二戰中犯下的暴行，骷髏符號如今在德國已禁止使用，它被列入了《德国刑法第86条第一款》禁止“在艺术、科学、研究或教育以外的场合使用违宪组织的标志”之一。

## 歷史

### 成立
親衛隊骷髏師成立於1939年10月。該部門與營地服役部門及其成員有著密切的聯繫。當它剛成立時，共有6,500名來自親衛隊骷髅总队（SS-Totenkopfverbände (SS-TV)）的人員被調入。骷髏師最初由親衛隊骷髅总队（SS-Totenkopfverbände）的第一（“上巴伐利亞”）、第二（“勃蘭登堡”）和第三（“圖林根”）集中營警衛和但澤連（Heimwehr Danzig）的人員組成。1940年初，其他親衛隊民兵的成員也被調入該師；這些部隊參與了對波蘭平民、政治領導人和戰俘的多起屠殺。該師有來自親衛隊行刑隊（SS-VT）的軍官，其中許多人已經參與波蘭的行動。該師由親衛隊上級領袖特奧多爾·艾克指揮。

### 西線戰役
親衛隊第3師最初在法國戰役和1940年5月入侵低地國家期間被設為預備隊。該師於5月16日被派往比利時前線。後來決定由骷髏師增援埃爾文·隆美爾的第7裝甲師在康布雷地區的突破。到達橫跨河流兩岸的巴祖埃爾地區後，它於5月19日抵達前線，面對法國第1摩洛哥步兵師、第5北非步兵師和第9摩托化師的部隊。骷髏師在行動的第一天就殺死了200名摩洛哥士兵，造成16人死亡、53人受傷。在第一次重大戰役中，它在激烈的挨家挨戶戰鬥中佔領了桑布爾河畔卡蒂永鎮及其相關運河，封鎖了該鎮的出口，並將摩洛哥軍隊困在市場廣場周圍的中心，最終俘虜了數千人剩餘部隊。由於阿拉伯人被認為“種族低等”，骷髏師的士兵處決了許多被俘虜的摩洛哥人。第二天，即5月20日早上，它在裡博維爾附近遏制了摩洛哥的大規模反擊，用自己的反擊將其擊退，然後渡過塞勒河並在康布雷郊區與隆美爾的師會合。在康布雷/桑布爾地區周圍的行動中，該師總共俘虜了16,000名士兵。
在隨後試圖開車前往海岸時，骷髏師捲入了阿拉斯戰役。5月21日，英國第1集團軍坦克旅的部隊在第50（諾森布里亞）步兵師的支援下，佔領了骷髏師的一些陣地，他們的標準反戰車炮3.7公分PaK36根本無法與英國瑪蒂爾達坦克匹敵。儘管他們很快就阻止了英國人。在接下來的幾天裡，該部隊對法國平民進行了數次大規模屠殺，其中最著名的是貝爾勒-蒙謝爾和奧比尼-阿圖瓦大屠殺。5月27日，在弗里茨·諾希萊因指揮下的骷髏師第4連製造了大屠殺，皇家諾福克團第2營的97名士兵在投降後遭到機槍掃射，倖存者被刺刀殺死。只有兩人倖存。

### 入侵蘇聯

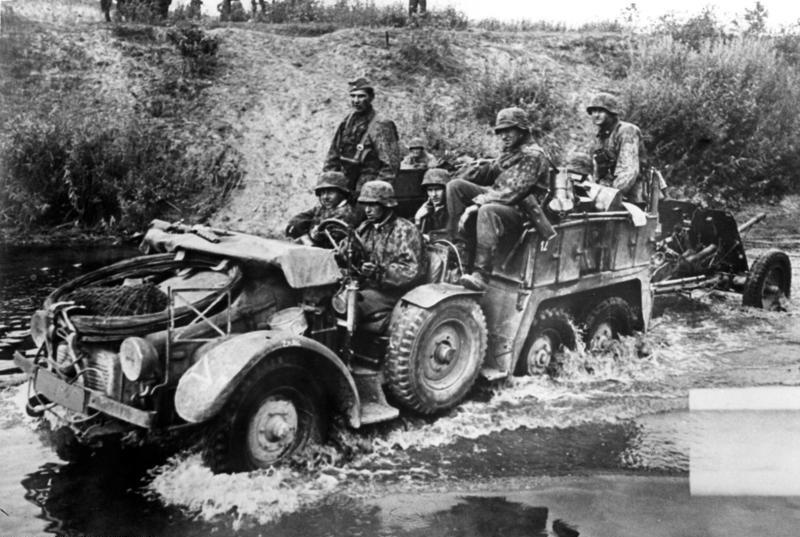
骷髏師的摩托化運兵車，1941年9月

1941年4月，該師奉命向東加入威廉·馮·里布元帥的北方集團軍。里布的部隊的任務是向列寧格勒推進，並組成了巴巴羅薩行動的北翼。骷髏師參加了穿越立陶宛和拉脫維亞的進攻，並在7月突破了史達林防線。該師隨後越過德米揚斯克前往列寧格勒，並於8在那裡進行了激烈的戰鬥。
在蘇聯冬季反攻期間，該師在傑米揚斯克附近被包圍了幾個月，後來被稱為「傑米揚斯克包圍圈」。在口袋戰鬥中，由於尺寸縮小，它被重新命名為“艾克戰鬥群”。1942年4月，該師突圍。在傑米揚斯克大約80%的士兵在戰鬥中陣亡、受傷或失蹤。1942年10月下旬，該師被派往法國進行整修。在那裡，該師參加了1942年11月接管維希法國的安東行動。在這次行動中，該師配備了一個坦克營，並重新命名為第3黨衛隊裝甲擲彈兵師（骷髏師）。該師一直留在法國，直到1943年2月，前指揮官特奧多爾·艾克恢復控制權。

### 庫爾斯克和東線撤退

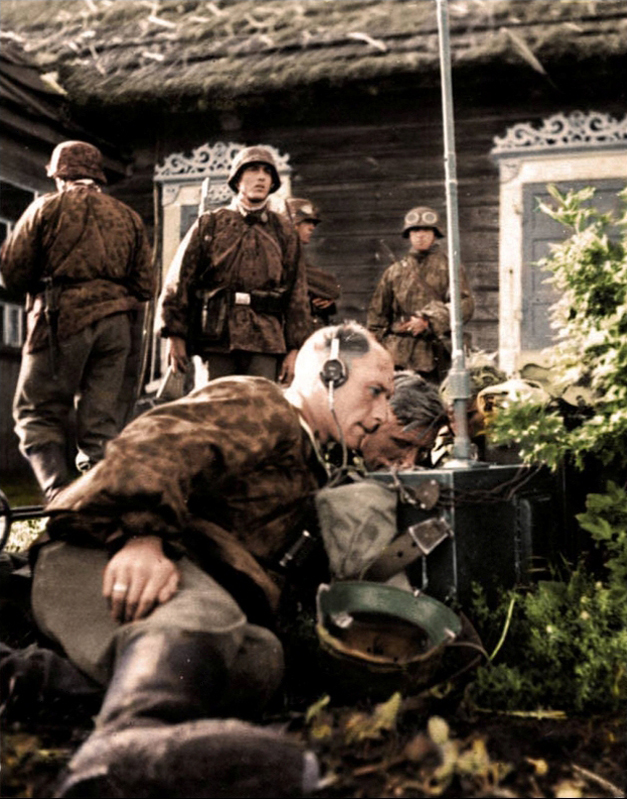
骷髏師的連隊總部

1943年2月，該師作為埃里希·馮·曼施坦因南方集團軍的一部分被調回東線。該師作為親衛隊上級領袖保羅·豪塞爾的親衛隊第2裝甲軍的一部分，參加了第三次哈爾科夫戰役，削弱了蘇聯的攻勢。在這場戰役中，特奧多爾·艾克因他的偵察機被擊落而身亡。赫爾曼·普里斯接替艾克擔任指揮官。親衛隊裝甲軍，包括該師隨後被轉移到北方參加堡壘行動，該攻勢旨在削弱庫爾斯克突出部。1943年2月，親衛隊第3裝甲團接收了一個連的虎式重型戰車。
這次攻擊於1943年7月5日發起，親衛隊第2裝甲軍作為赫爾曼·霍特大將的第4裝甲軍團的先鋒，攻擊突出部的南側。該師掩護親衛隊第2裝甲軍左翼的前進，親衛隊左翼師充當先鋒。由於前進速度比計劃慢，豪塞爾命令他的黨衛隊第二裝甲軍分成兩部分，骷髏師向北渡過普塞爾河，然後繼續向普羅霍羅夫卡鎮進發。7月9日凌晨，親衛隊第6「特奧多爾·艾克」摩托化團向北進攻，越過普塞爾河，試圖奪取戰略要地226.6高地，但直到下午才成功。這意味著北方推進速度放緩，該師的大部分部隊仍在普塞爾河以南，而親衛隊第5摩托化團第5圖勒部隊繼續向普羅霍羅夫卡推進，並掩護警衛旗隊的側翼。
7月11日，該師部分人員越過普塞爾河並佔領了克柳奇。7月12日下午，在普塞爾河南岸的安德烈耶夫卡村附近，蘇軍在普羅霍羅夫卡戰役中對圖勒團和該師的突擊砲營發起了大規模反攻。該師的部分部隊與近衛坦克第5集團軍的先頭部隊交戰，阻止了蘇軍的前進，並對蘇軍造成了嚴重損害，但代價是該師剩餘的大部分作戰坦克。雖然黨衛隊第2裝甲軍阻止了蘇聯的反攻，但它已經筋疲力盡。堡壘行動於7月14日被取消。
該師與親衛隊帝國師一起被重新分配給卡爾·阿道夫·霍利特上將在烏克蘭南部改組後的第6集團軍。第6集團軍的任務是消滅蘇軍在米烏斯河上的橋頭堡。該師在接下來的幾週內捲入了激烈的戰鬥。在7月至8月的213高地和斯捷潘諾夫卡鎮戰鬥中，該師遭受了慘重損失，並且在米烏斯前線戰役中，該師遭受的傷亡比在堡壘行動中還要多。當蘇軍橋頭堡被消滅時，該師已經損失了1500名士兵；裝甲團減至20輛坦克車。
該師隨後向北移動，返回哈爾科夫。骷髏師與帝國一起參與了阻止魯緬采夫行動並阻止蘇聯佔領該城市的戰鬥。由於德國側翼的威脅，這座城市於8月23日被放棄。1943年10月，該師改編為裝甲師。裝甲營正式升格為團，兩個摩托化團被授予「特奧多爾·艾克」和「骷髏師」稱號。該師與其他軸心國部隊一起繼續向羅馬尼亞邊境撤退。到11月，該師參與了紅軍對第聶伯河以西重要城鎮克里沃羅格的攻擊。

### 保衛華沙
1944年1月，骷髏師仍在第聶伯河以東克里沃羅格附近進行激烈的防禦戰鬥。1944年2月，骷髏師參與了對被包圍在科爾松包圍圈的德軍的救援行動。3月的第二週，在基洛沃格勒附近的一場激戰之後，骷髏師退到了布格河後面, 佔據了新的防守位置。經過兩週的激烈戰鬥，軸心國軍隊再次與大德意志裝甲擲彈兵師並肩作戰，撤退到雅西附近羅馬尼亞邊境的德涅斯特河。4月的第1周，該師收到了替換品和新裝備，其中包括豹式坦克。4月的第2週，骷髏師參加了第二次特爾古弗魯莫斯戰役，對抗蘇軍的猛烈攻擊。到5月7日，前線已經平靜下來，骷髏師恢復了重組。
在第二次特爾古弗魯莫斯戰役中，該師的部隊與大德意志師一起成功阻止了紅軍的坦克進攻。這次襲擊在許多方面與英國後來的古德伍德行動有相似之處，由大約500輛坦克執行。7月初，該師奉命前往波蘭格羅德諾附近地區在那裡，它成為親衛隊上級領袖赫伯特·吉爾的親衛隊第4裝甲軍的一部分，負責保衛莫德林要塞附近通往華沙的道路。
在蘇聯巴格拉季昂行動和摧毀中央集團軍之後，德軍戰線被後退480多公里，到達波蘭首都郊區。該師於1944年7月下旬抵達華沙前線。德國中央集團軍崩潰後，親衛隊第4裝甲軍作為東線中部地區為數不多的能發揮作用的部隊之一。1944年8月1日，波蘭家鄉軍發動華沙起義。一隊虎式坦克縱隊陷入戰鬥，損失了幾輛。骷髏師本身並沒有參與鎮壓起義，而是守衛前線，並擊退了幾次紅軍對城市東郊的探測襲擊。
在8月中旬莫德林鎮附近的幾場戰鬥中，骷髏師與親衛隊維京師和赫爾曼·戈林師並肩作戰，摧毀了蘇聯第3坦克軍。莫德林周圍的地形非常適合裝甲部隊，骷髏師的裝甲車充分利用了這一點，從一定範圍內與蘇聯坦克交戰，德國光學系統和75毫米高速火砲的優勢使豹式坦克比T-34坦克更具優勢。

### 救援布達佩斯

德軍救援布達佩斯的嘗試

「骷髏」師、「維京」師和「赫爾曼·戈林」師的努力使德軍守住了維斯瓦河防線並建立了維斯瓦河集團軍。1944年12月，親衛隊第9山地軍（克羅埃西亞阿爾卑斯軍）被包圍在布達佩斯。希特勒命令親衛隊第4裝甲軍向南重新部署，以解救被困在城內的95,000名德國和匈牙利士兵。部隊在除夕夜前抵達。救援行動的代號為「康拉德行動」。第一次攻擊是康拉德I號。計畫是由維京師和骷髏師從塔塔鎮沿著比奇凱-布達佩斯線發動聯合攻擊。攻擊於1945年元旦發動。
儘管取得了初步進展，康拉德I號行動在比奇凱附近遭遇了紅軍的猛烈抵抗，在戰鬥中，親衛隊第3裝甲團第1營指揮官、親衛隊突擊隊隊長埃爾溫·邁爾德雷斯被殺。第一次行動失敗後，骷髏師和維京師發動了一次進攻，目標是到達市中心。這次襲擊於1月7日從埃斯泰爾戈姆以南發動，名為康拉德II號行動。1月12日，維京師的摩托化步兵最遠到達了布達佩斯的北郊，可以看到匈牙利首都的天際線。然而吉爾的軍團過於擴張且脆弱，因此被命令撤退。
康拉德III行動於1945年1月20日開始，從布達佩斯南部發動進攻，旨在包圍紅軍10個師。然而，儘管救援部隊在蘇軍防線上突破了24公里並摧毀了第135步兵軍，但仍無法實現他們的目標。2月中旬，被圍部隊投降。該師被撤回西部，從布達佩斯撤退到巴拉頓湖附近地區，親衛隊上級領袖約瑟夫·迪特里希領導下的親衛隊第6裝甲軍團正在那裡集結，準備即將到來的春季覺醒行動。
吉爾的軍兵力太弱，無法參與進攻，而是在行動開始時為進攻師提供側翼支援。骷髏師與維京一起在攻擊的左翼、韋倫採湖和塞克希白瓦爾之間的區域進行了牽制行動。迪特里希的軍隊一開始取得了“良好的進展”，但當他們接近多瑙河時，泥濘的地形和蘇聯的強大抵抗使他們陷入了停頓。隨著攻勢陷入停滯，蘇軍於3月16日發動強力反擊。德國人被趕回了春季覺醒行動開始之前的陣地。在攻擊「骷髏師」和匈牙利第2裝甲師之間的防線時，兩個編隊之間失去了聯繫。第6集團軍司令赫爾曼·巴爾克上將建議將親衛隊第1裝甲軍向北移動，以堵住缺口並防止親衛隊第4裝甲軍被包圍，然而當這些師最終開始移動時，為時已晚。
3月22日，紅軍對骷髏師和維京師的包圍幾乎完成。親衛隊第9裝甲師開闢了一條可用於撤退的路線——貝爾希達走廊——吉爾的軍逃離了包圍圈。隨後紅軍發動了維也納攻勢，摧毀了德國剩下有組織的防線。該師的殘部撤退到捷克斯洛伐克，並於5月9日向美軍投降。